# ماشین‌آلات هیدرولیک

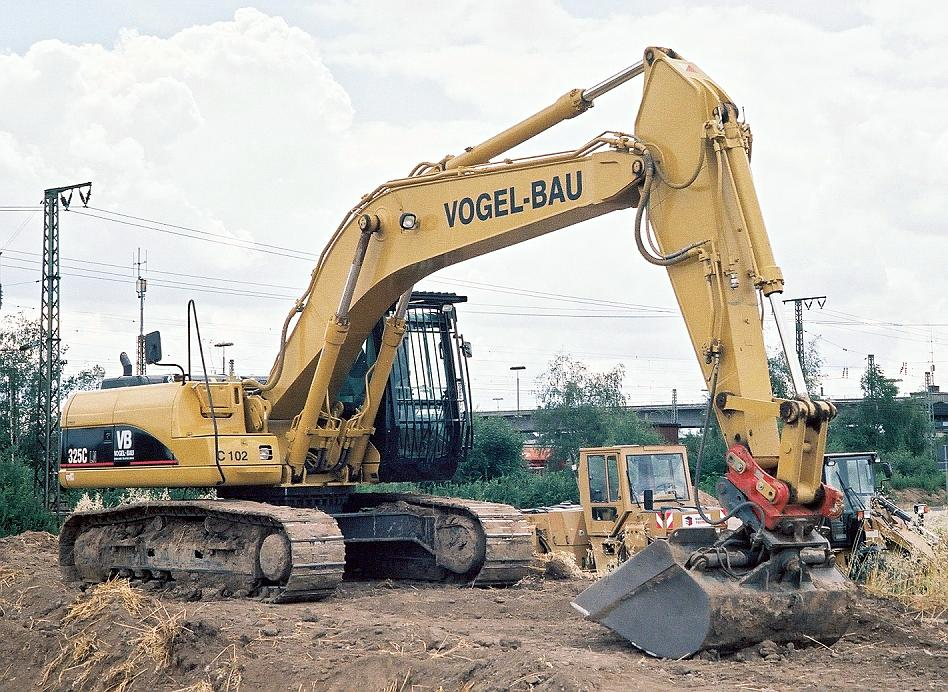
بیل مکانیکی. قسمت‌های هیدرولیکی اصلی:سیلندر بزرگ، تاب متحرک بیل، و نیرو محرکه شیارهای فلزی

ماشین هیدرولیک به ماشین‌آلات و ابزاری گفته می‌شود که از نیروی مایعات در آن‌ها استفاده می‌شود. بیل هیدرولیکی نمونه رایجی از ماشین‌آلات هیدرولیک هستند.

## مخزن هیدرولیک

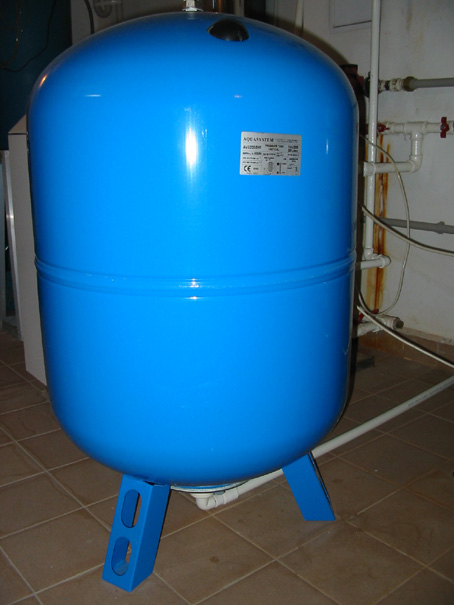
یک مخزن هیدرولیک

مخزن هیدرولیک وسیله‌ای است که در یک سامانه هیدرولیک صنعتی سیال هیدرولیک را پس از استفاده در خود ذخیره می‌کند. با وجود این که معمولاً مخزن بی‌ارزش‌ترین قسمت یک سامانه هیدرولیک است، طراحی و نگهداری درست آن از مهم‌ترین مسائل در حفظ کیفیت کاری سامانه‌های هیدرولیک صنعتی است. مخزن همچنین به عنوان یک مبدل حرارتی عمل می‌کند و به گرفته‌شدن گرمای سیال هیدرولیک کمک می‌کند. میزان پر بودن مخزن نیز از نکات مهم است و کم بودن یا زیاد بودن سطح سیال در مخزن می‌تواند باعث بروز مشکلاتی شود.